# Anton Deljvig
Baron Anton Antonovič Deljvig (rus. Анто́н Анто́нович Де́львиг), 6. kolovoza (17. kolovoza) 1798., Moskva, Rusko Carstvo – 14. siječnja (26. siječnja) 1831., Sankt Peterburg – ruski pjesnik, izdavač.
Već su za njegova života A. Dargomyžski, Varlam, Glinka, A. Aljabjev uglazbljivali njegove stihove. Najpoznatijim djelom je postala romanca Slavuj koju je posvetio svojem prijatelju A.S. Puškinu, koju je uglazbio Aljabjev, a varijacijama dopunio Glinka.